# Спенсер (Нью-Йорк)
Спенсер (англ. Spencer) — місто (англ. town) в США, в окрузі Тайога штату Нью-Йорк. Населення — 2968 осіб (2020).

## Демографія
Згідно з переписом 2010 року, у місті мешкали 3153 особи в 1266 домогосподарствах у складі 870 родин. Було 1435 помешкань
Расовий склад населення:
| - 96,3 % — білих - 1,1 % — чорних або афроамериканців - 0,5 % — азіатів - 0,1 % — вихідців з тихоокеанських островів - 0,1 % — корінних американців |

До двох чи більше рас належало 1,4 %. Частка іспаномовних становила 1,7 % від усіх жителів.
За віковим діапазоном населення розподілялося таким чином: 24,1 % — особи молодші 18 років, 62,0 % — особи у віці 18—64 років, 13,9 % — особи у віці 65 років та старші. Медіана віку мешканця становила 41,3 року. На 100 осіб жіночої статі у місті припадало 101,6 чоловіків;  на 100 жінок у віці від 18 років та старших — 98,5 чоловіків також старших 18 років.
Середній дохід на одне домашнє господарство  становив 56 531 долар США (медіана — 46 756), а середній дохід на одну сім'ю — 69 688 доларів (медіана — 59 904). Медіана доходів становила 45 568 доларів для чоловіків та 42 500 доларів для жінок. За межею бідності перебувало 12,8 % осіб, у тому числі 19,4 % дітей у віці до 18 років та 2,6 % осіб у віці 65 років та старших.
Цивільне працевлаштоване населення становило 1400 осіб. Основні галузі зайнятості: освіта, охорона здоров'я та соціальна допомога — 30,9 %, роздрібна торгівля — 12,1 %, будівництво — 9,1 %, виробництво — 8,9 %.